# Ante Tentor
Ante Tentor (Cres, 12. siječnja 1860. - Pula, 10. kolovoza 1910.) hrvatski književnik.

## Životopis
Pučku školu polazio u Cresu, u Rijeci gimnaziju, studirao pravo u Zagrebu, Grazu i Beču. Od 1885. bio je u državnoj službi u Trstu, Cresu, Puli, Sežani i Malom Lošinju, ponovno u Puli od 1893., a 1898. postao je tajnikom okružnoga suda u Rovinju te 1906. i sudbenim savjetnikom. Za studija prava u Zagrebu upoznao se s M. Laginjom, A. Šenoom i Đ. Deželićem te je bio u redovima pravaške mladeži. 
Prve je tekstove objavio u Vijencu i pravaškoj Slobodi. S A. Harambašićem uređivao je almanah Hrvatska, u kojem je tiskao podulju romantičarsku pripovijest Liepa Mare (1881). Priče, prikaze, feljtone te anonimne dopise Iz zapadne Istre objavljivao je u Supilovu Novom listu, a surađivao je i s V. Spinčićem, promičući u djelima vlastiti društveni i politički angažman. Idejni je prvak književnog realizma u nas, a 1882. u Vijencu je priredio tekst Edmonda De Amicisa o E. Zoli. Tematizirajući gospodarske promjene, društveno raslojavanje, nacionalnu problematiku, političke borbe, ljubavne zaplete, sudbine domaćih ljudi ugroženih tuđinskom vlašću, u časopisima i novinama objavio je pripovijesti te putopisne crtice: Creske pričice (1880), Ljubav i korist (1881), Na ogranku (1882), Naše slike – Šjor Rošo (1886), Čudak (1891), Prevario cesara (1894), Istarske crtice (1904), Jelica nelomljena grana (1906), Krv nije voda (1907), dulju pripovijest Na udaru bure (1908) i dr. Uveo je zapadnu Istru s prijelaza XIX. u XX. st. u hrvatsku književnost. Objelodanjen mu je roman Beg Mirko (1904., i. e. 1905) te dva istarska romana Suvišna usta i Ljubav na prijevaru (1904., i. e. 1905).

## Djela
- Iz zapadne strane (Ljubav na prijevaru), Knjigotiskara J. Krmpotić i dr., Pula, 1904.